# 이정식 (1931년)
이정식(李廷植, 1931년 7월 28일~2010년 11월 28일)은 대한민국의 정치학자 겸 정치인이다. 제9·10대 국회의원을 지냈다. 전남 영광 출신이다.

## 학력
- 서울대학교 문리과대학 정치학과 졸업
- 서울대학교 대학원 정치학과 졸업
- 미국 미네소타 대학교 대학원 수료
- 동국대학교 대학원 정치학박사 학위 취득

## 약력
- 서울대학교 문리과대학 정치학과 강사
- 동국대학교 법과대학 교수
- 서원대학교 교수
- 서원대학교 총장
- 동국대학교 대학원 정외과 객원교수
- 1976년 ~ 1979년 : 제9대 국회의원 (유신정우회)
- 1979년 ~ 1980년 : 제10대 국회의원 (유신정우회)

## 가족관계[1]
- 부인 박종덕
- 장남 이상규(李尙揆) : 연세대 생명공학과 교수, 주)포휴먼텍 최고기술이사
  - 며느리 양정진(梁禎眞) : 가톨릭대 컴퓨터정보공학부 교수
- 차남 이승규 : 주)포휴먼텍 사장
- 장녀 이명
  - 사위 김영환 : 연세대 치과대학 외래교수

## 역대 선거 결과
|  | 0% |

|  | 0% |